# Claes Tingvall
Claes Gustav Tingvall, född 2 november 1953 i Karlstad, är en svensk statistiker, säkerhetsdirektör på Trafikverket och professor i trafiksäkerhet vid Chalmers tekniska högskola. Han är bosatt i Leksand och arbetar i Borlänge.
Han arbetade 1976–1981 vid Trafiksäkerhetsverket. Åren 1983–1994 forskade han vid Karolinska institutet och Folksam Forskning och blev medicine doktor 1987 med en avhandling om bilbarnstolar. Åren 1995–1998 och 2001–2010 var han trafiksäkerhetsdirektör i Vägverket och därefter (när myndigheterna slogs samman 2010) vid Trafikverket. Under en mellantid upprätthöll han en professur vid Monash University i Melbourne. Han har också varit ordförande för Euro NCAP. 
Tingvall aktualiserade som nytillträdd tjänsteman vid Statens vägverk 1995 nollvisionen med redovisning av åtgärdsförslag för att minska antalet dödsfall i trafiken. Bland förslagen fanns vägar med mötesseparerade körbanor, så kallade 2+1-vägar, sänkta hastigheter liksom frågan om alkolås i alla bilar. Han brukar beskrivas som fader till nollvisionen även om flera av åtgärdsförslag har tagits fram av andra personer och grupper. Till exempel var förslaget om mitträcke på 2+1-vägar något som framfördes av en olycksutredare på Vägverkets Region Mitt, Christopher Patten, som en möjlig lösning på de specifika problemen som uppstod på E4:an strax norr om Gävle innan ombyggnationen. Denna tillämpning fungerade väl och Tingvall lyckades sedan öka spridningen av konceptet till hela Sverige.